# 日本キリスト教連合会
日本キリスト教連合会（にほんキリストきょうれんごうかい）は、日本宗教連盟を構成する5団体の1つとして、日本国政府への対応（日本宗教連盟を経由した所轄庁との連絡協議）を行う、日本におけるキリスト教の超教派の機関。カトリック中央協議会、コプト正教会、日本聖公会、プロテスタントの諸教派により運営されている。この団体には、キリスト教の教理や伝道を扱う目的はない。

## 加盟団体

### カトリック
- カトリック中央協議会

### プロテスタント系教団
- 日本基督教団
- 日本バプテスト連盟
- イエス之御霊教会教団
- 日本聖公会
- 日本ホーリネス教団
- 日本同盟基督教団
- 日本福音ルーテル教会
- 日本イエス・キリスト教団
- セブンスデー・アドベンチスト教団
- 日本アッセンブリーズ・オブ・ゴッド教団
- 日本ナザレン教団
- 救世軍
- 聖イエス会
- 基督兄弟団
- 日本バプテスト同盟
- イムマヌエル綜合伝道団
- ウェスレアン・ホーリネス教団
- 日本ルーテル教団
- 日本アライアンス教団
- 基督聖協団
- イエス福音教団
- 日本フリーメソジスト教団
- 日本聖泉基督教会連合
- 日本福音教会連合
- 日本聖契キリスト教団
- 日本福音教団
- 東洋宣教団きよめ教会
- リーベンゼラ日本宣教団
- 日本キリスト合同教会
- 道会
- 復活之キリスト教団
- キリスト伝道団
- 日本福音基督教団
- 日本フォースクエア福音教団
- 日本フェローシップ・ディコンリー伝道会
- 日本聖公会東京教区
- キリスト同信会

### プロテスタント系教会
- 日本長老教会関東中会西船橋教会
- 世田谷基督教会
- キリスト教待震集会
- 十貫坂教会
- キリスト教朝顔教会
- 日本聖公会ナザレ修女会
- 聖書キリスト教会
- 独立新生葛飾教会
- 渋谷日本基督会
- 浜田山キリスト教会
- 広島平和教会
- 若葉キリスト教会
- キリスト友会東京月会
- 高校生聖書伝道協会
- 日本ホーリネス教団キリスト信愛小金井教会
- 国際ナビゲーター
- 亀有キリスト福音教会
- 石岡キリスト教会
- 浦和福音自由教会
- 古川聖書バプテスト教会
- 城山キリスト教会
- 聖泉基督教会連合荒川教会

### 東方諸教会系教会
- 聖母マリア・聖マルココプト正教会

## 出来事
2009年11月、民主党の幹事長であった小沢一郎による、キリスト教は「排他的で独善的な宗教だ」とする発言に対し、委員長の山北宣久は抗議文を出した。